# Gionathan
Gionathan ist ein italienischer Songwriter, Produzent und Videomacher, der bei der Castingshow X-Factor (2013) auftrat.

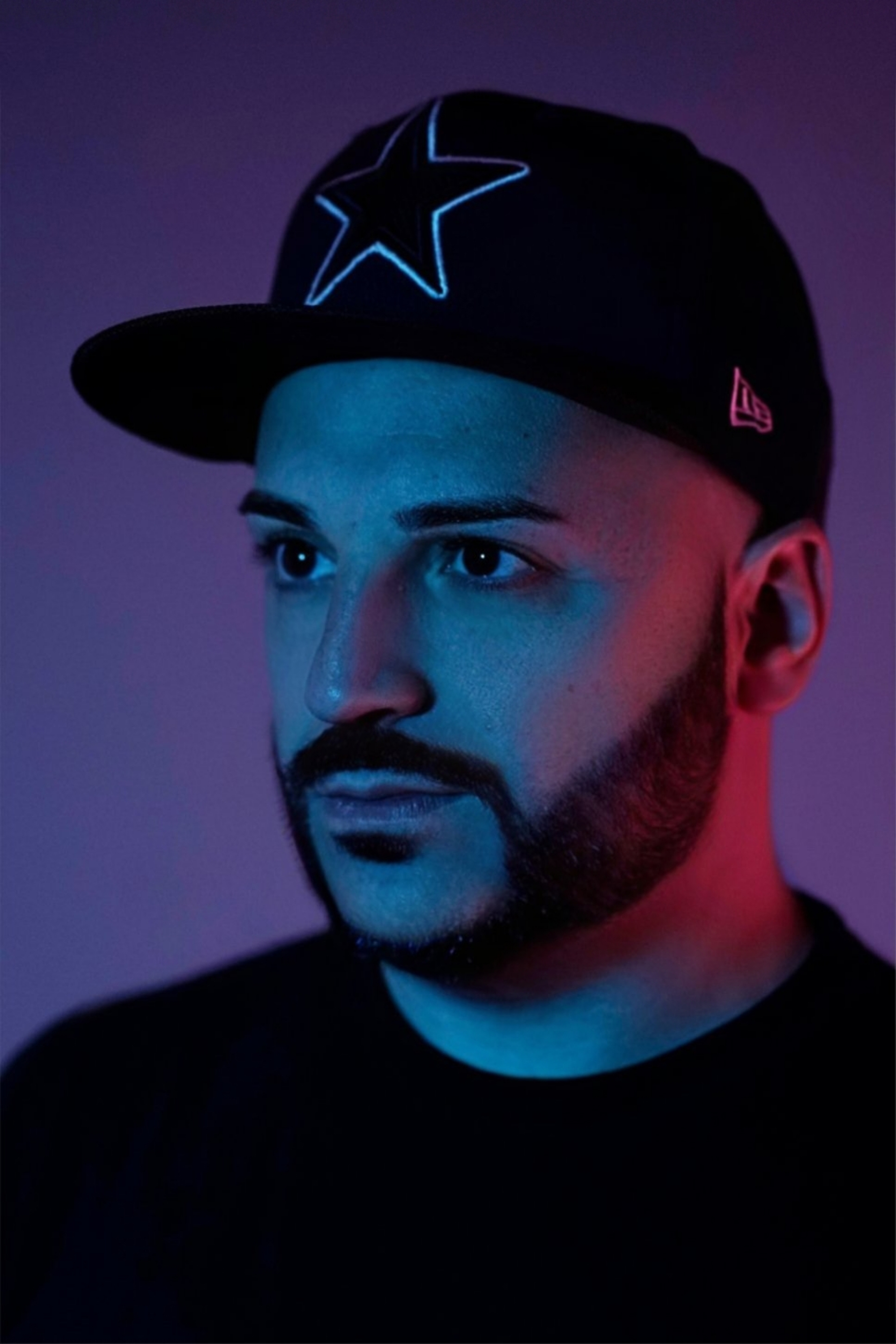
Gionathan (2023)

## Karriere
Gionathan veröffentlichte 2014 unter dem Namen „Gionathan & Mista B“ sein Debütalbum Come Sabbia, das in Zusammenarbeit mit DJ MistaB produziert wurde. Die Titel des Albums sowie mehrere Singles erhielten plays auf italienischen Radiostationen und wurden auf verschiedenen Compilations veröffentlicht. Dies ermöglichte der Band Auftritte auf mehreren Festivalbühnen in Italien.
2015 begann die Live-Tour von „Gionathan and the Groovers“ und das Album DiVersione Acustica erschien. Die Band spielte ausverkaufte Konzerte, und ihre Musik wurde weiterhin landesweit im Radio gespielt.
2017 erreichte die Band das Finale des TourMusicFest und belegte den dritten Platz beim SanRemo Rock Festival. Im selben Jahr wurde sie von Red Ronnie als FIAT Music Band ausgewählt, um ein Konzert von The Kolors in Turin zu eröffnen.
2018 veröffentlichte Gionathan die Single Niente di strano zusammen mit einem Musikvideo. Im Sommer desselben Jahres unterschrieb er einen Vertrag mit dem Schweizer Label profimusic und ging auf Tournee durch Italien.
Im Jahr 2019 erschienen die Singles und Musikvideos Caduta Libera, Friendzone, A tempo su di noi und Stanotte.
Im Januar 2020 war Gionathan einer von zehn Künstlern, die zum RadioMusicFest eingeladen wurden, und trat in der europaweit ausgestrahlten TV-Show VeNew274 auf.
2021 folgte die Veröffentlichung der Single Dimmi di no, begleitet von einer Tournee durch Mittel- und Süditalien. Im Herbst desselben Jahres erschien die Single Luna Park in Zusammenarbeit mit Karen Marra.
Im Februar 2022 wurde Gionathan unter die 24 Finalisten des ersten christlichen Musikfestivals von Sanremo gewählt, bei dem er mit dem Song Tu mi hai amato per primo den Preis für die beste Komposition sowie den Alberto-Testa-Preis gewann. Am 8. April 2022 veröffentlichte er sein erstes Soloalbum Anima Libera. Es folgten der Sommerhit Paprika und das Duett Free/Libero mit dem niederländischen Künstler BlackRockStar, was eine Tournee durch Italien und die Schweiz ermöglichte.
2023 setzte Gionathan die Anima Libera- und Free/Libero- Tour fort. Im selben Jahr veröffentlichte er den Funksong Brand New Shoes und das Duett I see you move mit dem Produzenten FreakMe. Im Juni 2023 erschien die Single Mojito, ein Duett mit der Italo-Disco-Künstlerin Neja, das in italienischen Radiostationen erfolgreich war. Im Herbst und Winter folgten die Singles Va bene così, Al mio posto und Cartagine.
Im Mai 2024 wurde Gionathan zum Protagonisten einer Comic-Spionagegeschichte, die im Musikvideo zur Single PIÙ FORTE in Zusammenarbeit mit Whitepumpkin dargestellt wurde. Im Juli 2024 veröffentlichte Gionathan die Single Ho sempre odiato gli anni '80 zusammen mit Johnson Righeira, die von mehreren großen Medien, darunter Rai und La Stampa, besprochen wurde.
In den darauffolgenden Monaten veröffentlichte Gionathan die Single Grandine und beteiligte sich an der zweiten und dritten Ausgabe der Prison Tour, einer Konzertreihe in italienischen Justizvollzugsanstalten in Zusammenarbeit mit BlackRockStar. Zudem organisierte er ein Benefizkonzert zugunsten von Mukoviszidose-Patientinnen und -Patienten, bei dem er von einer zwölfköpfigen Big Band sowie mehreren Gastkünstlern, darunter Johnson Righeira, Davide Shorty und Mastafive, begleitet wurde. Der Erlös des Konzerts ermöglichte die Anschaffung eines medizinischen Geräts für das Krankenhaus Regina Margherita in Turin.

## Diskografie

### Singles
- 2018: Niente di strano
- 2019: Caduta libera[13]
- 2019: Friendzone[14]
- 2019: A tempo su di noi[15]
- 2019: Stanotte[16]
- 2020: Corro e Basta[17]
- 2020: I Feel the Groove[18]
- 2020: Mary Did You Know
- 2021: Good Premonition[19]
- 2021: Dimmi di no[20]
- 2021: Luna Park
- 2022: Tu mi hai amato per primo
- 2022: Paprika
- 2022: Free (Libero)
- 2023: Brand New Shoes
- 2023: Mojito
- 2023: I See You Move
- 2023: Va Bene Così[21]
- 2023: Al Mio Posto (Feels so Hard to Be Alright)[22]
- 2024: Murder on the Dancefloor
- 2024: Cartagine[23]
- 2024: PIÙ FORTE[24]
- 2024: Don’t Break the Rhythm
- 2024: Ho sempre odiato gli anni 80[25]

### Alben
- 2014: Come sabbia
- 2016: Diversione acustica
- 2022: Anima Libera[26]